# Невидимый луч
«Невидимый луч» (англ. The Invisible Ray, 1936) — фантастический фильм 1936 года режиссёра Ламберта Хилльера. Фильм входит в классическую серию фильмов ужасов студии Universal.

## Сюжет
В гостиной замка Рух, расположенного в Карпатах, беседуют мать доктора Януша Руха и его жена, Диана, в ожидании приезда иностранцев, которым доктор будет демонстрировать свои изобретения. В беседе мать доктора упоминает, что ослепла в ходе одного из предыдущих экспериментов сына. На дороге появляется машина и Диана идёт в астрономическую лабораторию, чтобы известить доктора Руха о приезде гостей.
Доктор Рух демонстрирует гостям — сэру Фрэнсису Стивенсу, его жене и её племяннику, и сопровождающему их доктору Бене — модифицированный им телескоп, а также информацию о прошлом Земли, полученную им с помощью этого телескопа от луча света из туманности Андромеды. В частности, подтверждается давняя теория учёного об упавшем в Африке метеорите с очень сильным источником радиации.
Через два месяца доктор Рух в составе снаряженной сэром Стивенсом экспедиции находит в Африке место падения метеорита, состоящего из неизвестного науке радиоактивного вещества. После контакта с веществом доктор приобретает необыкновенные способности — он начинает светиться в темноте, а те, к кому он прикасается, умирают.
Доктор Бене разрабатывает антидот для Руха, и теперь тот вынужден регулярно принимать его, иначе симптомы вернутся. Для купирования симптомов Бене изготавливает запас антидота. Пока Рух изучает возможности вещества, обладающего огромной энергией — с помощью небольшой дозы доктор создаёт оружие, способное уничтожать целые города — остальные участники экспедиции покидают Африку. Сэр Стивенс уезжает на научный симпозиум, где вместе с доктором Бене представит открытие Руха. Уезжает и Диана Рух, влюбившаяся в Рональда Дрейка.
Чувствующий себя обманутым и обокраденным, доктор Рух возвращается в Карпаты, где открывает способность вещества (названного радий икс) исцелять и возвращает зрение матери. Доктор Рух едет в Париж, где встречается с доктором Бене, сделавшим такое же открытие и успешно лечащим больных. Доктор Бене сообщает, что за открытие радия икс доктору Руху присуждена Нобелевская премия, но Руха интересует не это. Узнав, что Диана стала секретарём леди Арабеллы, он покидает клинику Бене. Доктор Рух инсценирует свою смерть и затем незаметно наблюдает за свадьбой Дианы и Фрэнсиса. Вскоре после этого сэра Стивенса находят мёртвым, и доктор Бене по посмертному изображению в глазах покойного опознаёт в его убийце доктора Руха. Вскоре умирает леди Арабелла. На её шее доктор Бене обнаруживает светящиеся отпечатки и рассказывает полиции о своих подозрениях.
Бене предлагает устроить Руху ловушку, объявив о своей лекции на тему радия икс в полночь, где будут он сам и Рональд Дрейк с Дианой. Рух незамеченным проникает на лекцию и убивает Бене. На лекцию приходит мать доктора Руха, в это же время, в полночь, во всём доме гаснет свет — это ловушка, чтобы поймать светящегося в темноте Руха. Доктор Рух собирается убить Диану, но не может — он всё ещё любит её. На лестнице он встречает свою мать, и та разбивает оставшийся флакон с антидотом. Рух, не принявший вовремя препарат, выпрыгивает в окно и сгорает изнутри.

## В ролях
- Борис Карлофф — доктор Януш Рух
- Бела Лугоши — доктор Феликс Бене
- Фрэнсис Дрейк — Диана Рух, жена доктора Руха
- Уолтер Кингсфорд — сэр Фрэнсис Стивенс
- Бьюла Бонди — леди Арабелла Стивенс, жена сэра Фрэнсиса
- Фрэнк Лоутон — Рональд Дрейк, племянник леди Арабеллы